# دیمیترو کوزمین
دیمیترو کوزمین (اوکراینی: Дмитро Кузьмін؛ زادهٔ ۲ مارس ۱۹۸۶) شناگر اهل اوکراین است.